# Uhl Belk
Uhl Belk, conosciuto anche come Re della Pietra, è un personaggio del romanzo fantasy Il druido di Shannara, facente parte del Ciclo degli Eredi di Shannara, una tetralogia scritta da Terry Brooks.

## Storia
Uhl Belk è il fratello del Re del Fiume Argento e, come lui, è uno spirito della Terra, ma ha un carattere completamente opposto. Egli rappresenta tutto ciò che in natura è statico e inorganico, come il terreno, le montagne, le rocce, mentre suo fratello rappresenta la Natura viva e in continua trasformazione. In tempi remoti, dopo un violento litigio, Uhl Belk si separò da suo fratello e si nascose nel sottosuolo, disinteressandosi completamente delle vicende del mondo. Successivamente, le Grandi Guerre lo scossero dal suo sonno millenario.
Fu così che Uhl Belk, risalendo alla superficie, trovò un mondo quasi privo di ogni forma di vita, un mondo che poteva plasmare a suo piacimento. Prese possesso di una vecchia città degli uomini (descritta nel romanzo come formata da vie e palazzi altissimi), conosciuta successivamente come Eldwist, e generò un figlio, il Maw Grint, una specie di enorme verme che trasformava in pietra tutto ciò che toccava. Ma non aveva tenuto conto del potere di suo fratello, che aveva ricominciato a risanare la Terra e a far rifiorire la Natura, bloccando così l'avanzata del Regno della Pietra.
All'epoca descritta nel romanzo Il druido di Shannara, il Re del Fiume Argento si era accorto che, a causa dell'indebolimento della Terra provocato dagli Ombrati, il Regno della Pietra aveva ricominciato ad avanzare. Perciò decise di generare una figlia, Viridiana, e di affidarle il compito di trovare e distruggere Uhl Belk, insieme ad altri compagni di viaggio: il druido Walker Boh, il principe Morgan Leah e l'assassino Pe Ell.
Uhl Belk riceve Viridiana, Walker e Morgan nella sua dimora (un edificio simile ad un teatro coperto da una cupola) presentandosi nella sua forma statuaria e immobile, senza dare il minimo segno di reazione. Solo con un abile stratagemma i tre riescono a convincerlo a muoversi e a cedere la Pietra Nera degli Elfi, fuggendo poi mentre Uhl Belk combatte contro il suo figlio mostruoso, che gli si era ribellato.
Uscendo dalla città di Eldwist, Viridiana mette in atto il piano che suo padre aveva preparato: facendosi uccidere da Pe Ell, libera la sua essenza vitale, che trasforma la pietra in terra e vi fa crescere l'erba e le piante, imprigionando così Uhl Belk e distruggendo suo figlio e l'intera città.